# ФК Прва искра Барич
ФК Прва искра Барич је српски фудбалски клуб из Барича, општина Обреновац. Тренутно се такмичи у Српској лиги Београд, трећем такмичарском нивоу српског фудбала. Играчи ФК Прва Искра носе црно-беле дресове иако је амблем клуба бело-плави. Навијачка група овог клуба зове се Непожељни.

## Новији резултати
| Сезона   | Ранг | Лига                | Позиција | ИГ | Д  | Н | П  | ГД | ГП | ГР  | Бод      | Куп                  |
| -------- | ---- | ------------------- | -------- | -- | -- | - | -- | -- | -- | --- | -------- | -------------------- |
| 2015/16. | 4    | Београдска зона     | 3.       | 28 | 19 | 6 | 3  | 69 | 24 | +45 | 63       | Није се квалификовао |
| 2016/17. | 3    | Српска лига Београд | 8.       | 30 | 12 | 8 | 10 | 49 | 45 | +4  | 44       | Није се квалификовао |
| 2017/18. | 3    | Српска лига Београд | 14.      | 30 | 7  | 5 | 18 | 37 | 67 | -30 | 26       | Није се квалификовао |
| 2018/19. | 3    | Српска лига Београд | 15.      | 30 | 4  | 4 | 22 | 26 | 64 | -38 | 16       | Није се квалификовао |
| 2019/20. | 4    | Београдска зона     | 5.       | 17 | 10 | 2 | 5  | 28 | 16 | +12 | 32       | Није се квалификовао |
| 2020/21. | 4    | Београдска зона     | 1.       | 32 | 26 | 5 | 1  | 88 | 16 | +72 | 83       | Није се квалификовао |
| 2021/22. | 3    | Српска лига Београд | 7.       | 30 | 13 | 4 | 13 | 39 | 36 | +3  | 43       | Није се квалификовао |
| 2022/23. | 3    | Српска лига Београд | 9.       | 30 | 9  | 9 | 12 | 33 | 31 | +2  | 36       | Није се квалификовао |
| 2023/24. | 3    | Српска лига Београд | 11.      | 30 | 15 | 6 | 9  | 49 | 42 | +7  | 39 (-12) | Није се квалификовао |
| 2024/25. | 3    | Српска лига Београд | 12.      | 26 | 7  | 6 | 13 | 28 | 48 | -20 | 19 (-8)  | Није се квалификовао |
| 2025/26. | 3    | Српска лига Београд | —        | —  | —  | — | —  | —  | —  | —   | —        | —                    |